# متروی مونتری
متروی مونتری (اسپانیایی: Sistema de Transporte Colectivo Metrorrey‎) سیستم قطار شهری زیرزمینی در شهر مونتری، مکزیک است.
این مترو که در سال ۱۹۹۱ تأسیس شده، دارای ۲ خط، ۳۱ ایستگاه و ۳۲ کیلومتر طول می‌باشد.

## نقشه

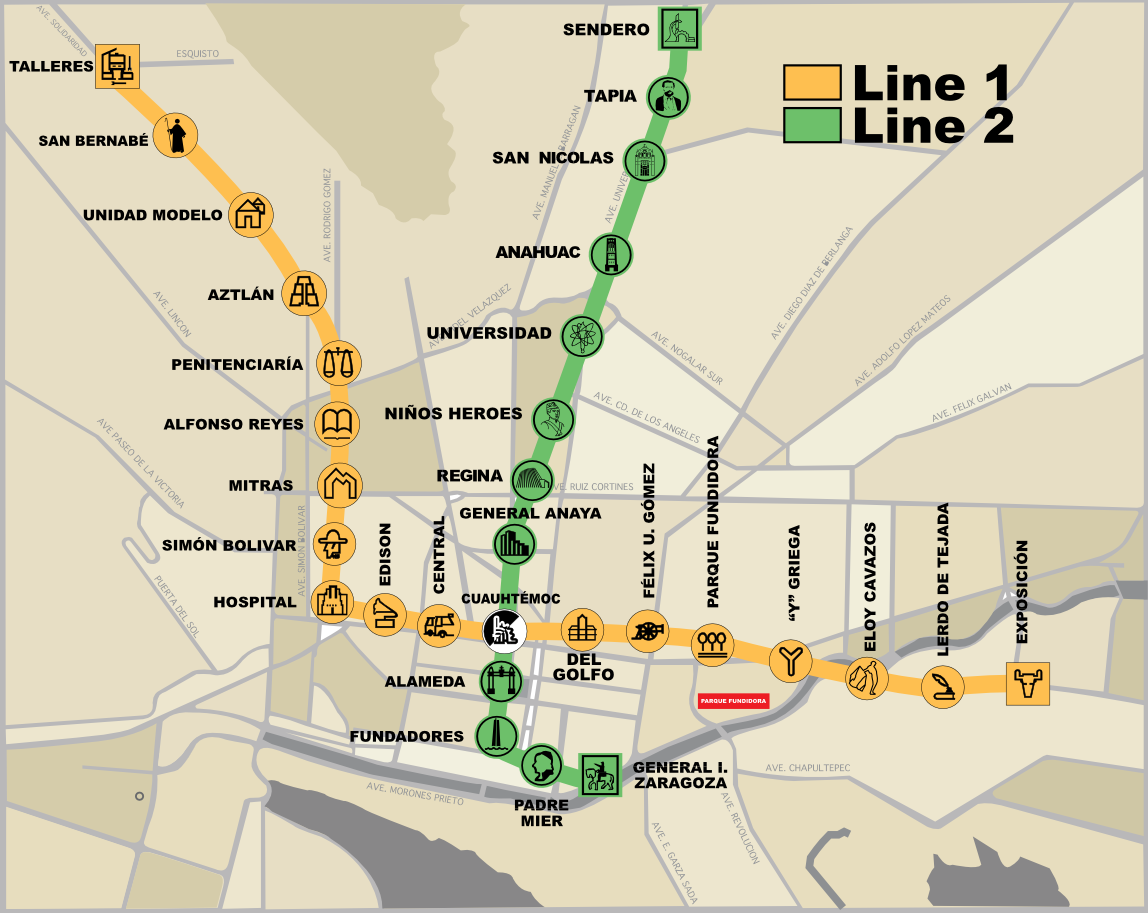
نقشه متروی مونتری

## نگارخانه

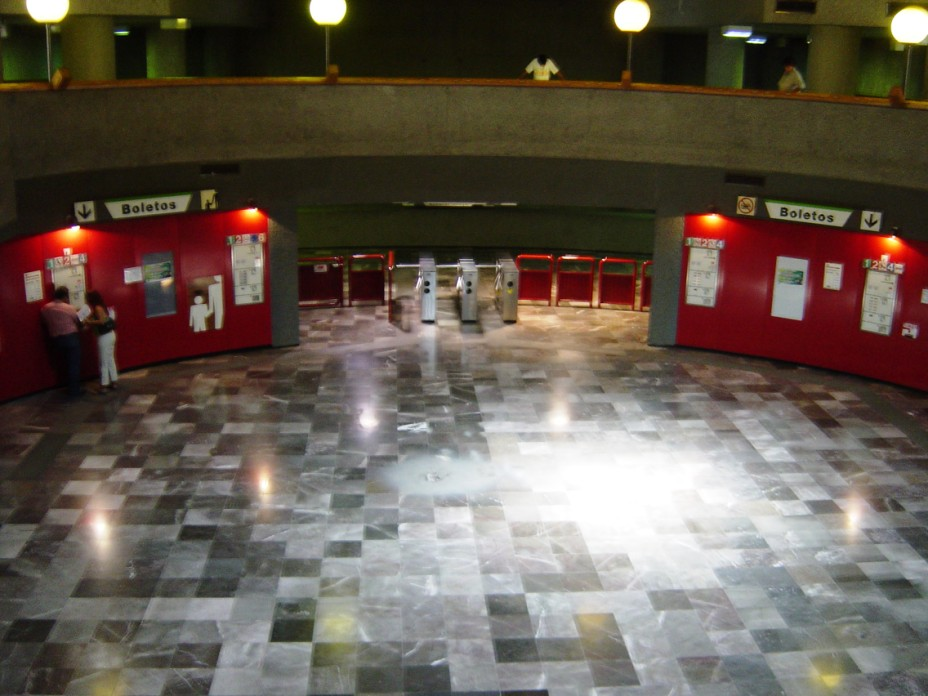
Looking down into the ticketing area of Estación Zaragoza
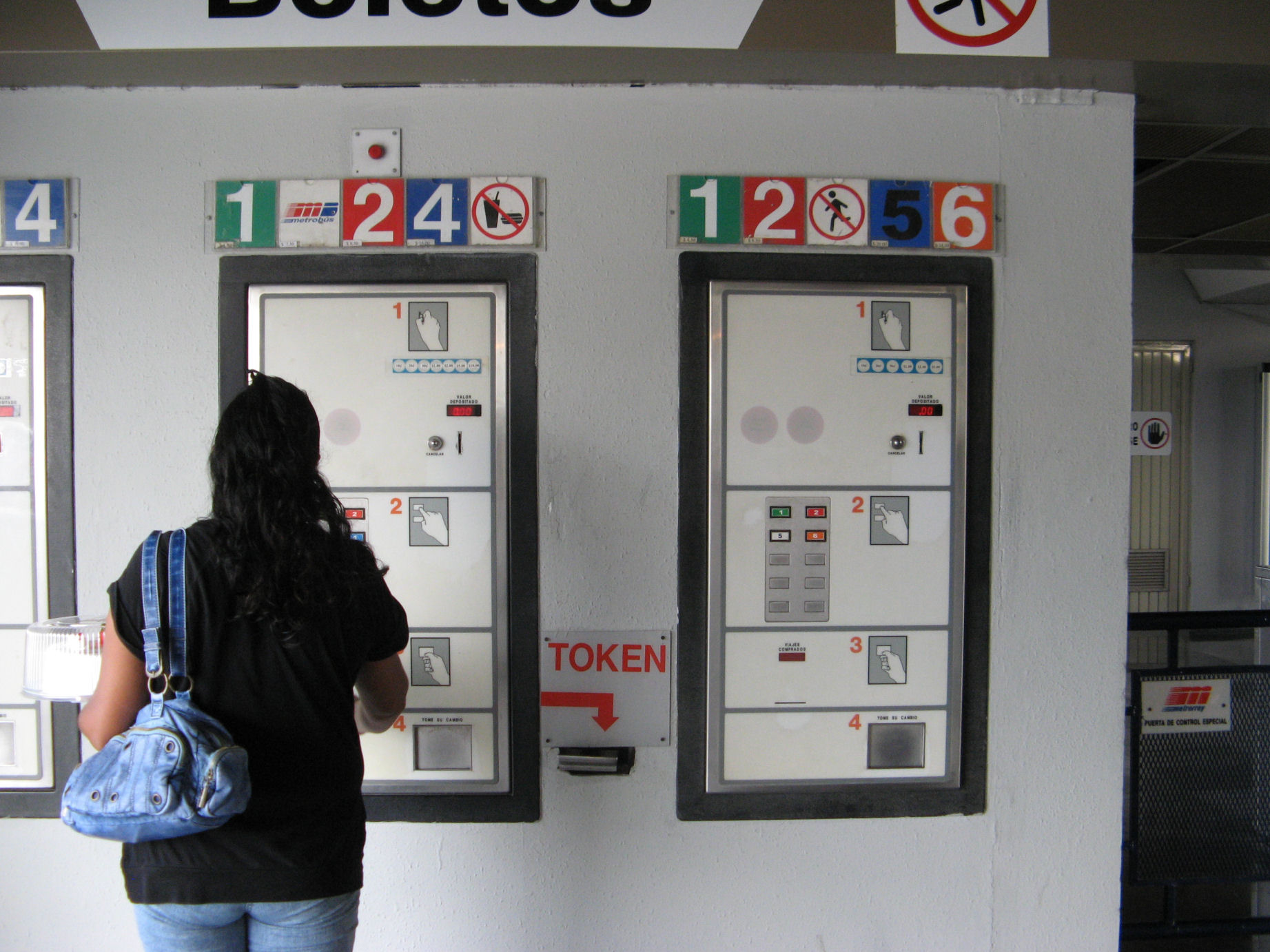
Ticket vendor
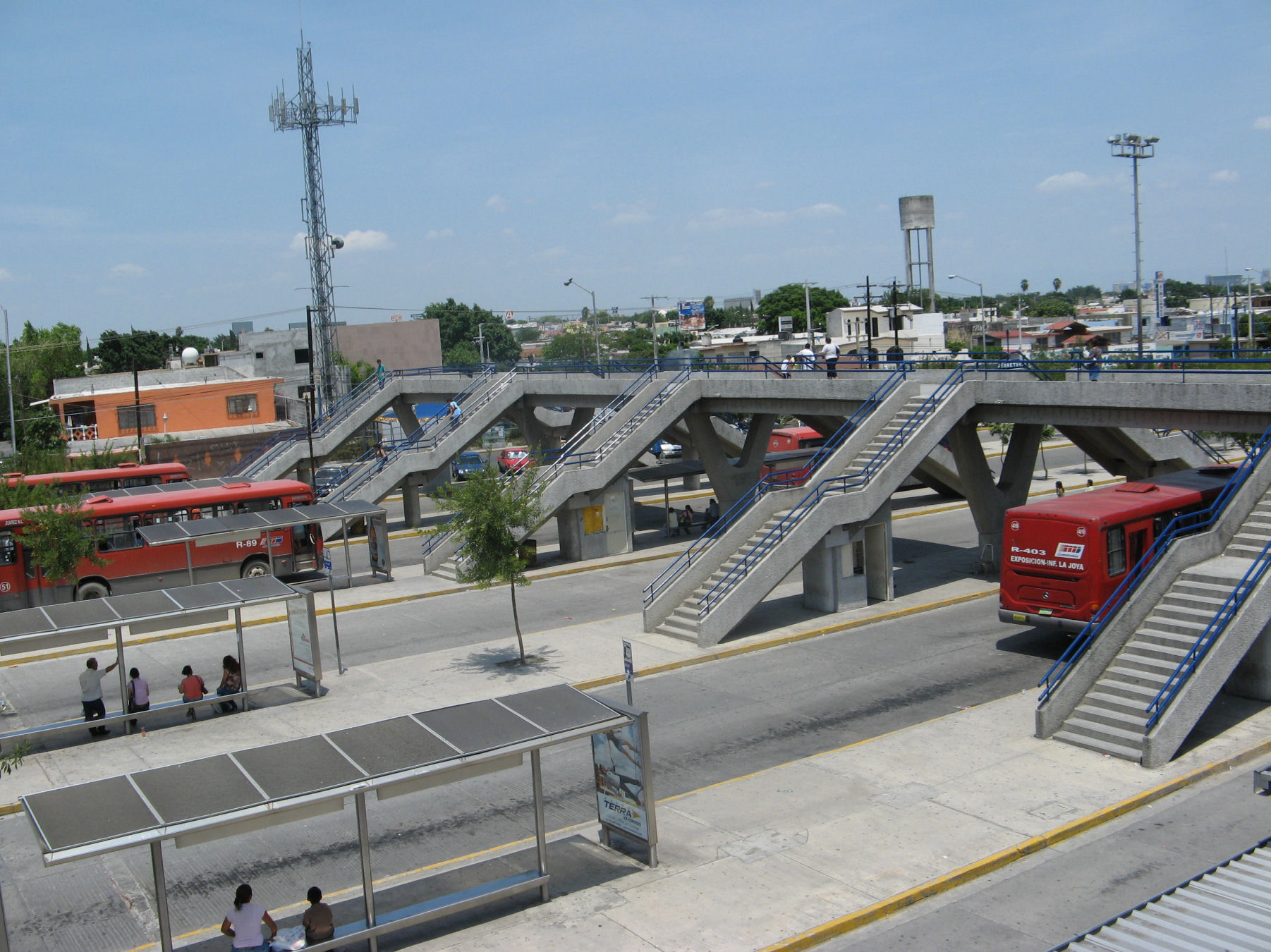
Metrobus stops at Exposición Station
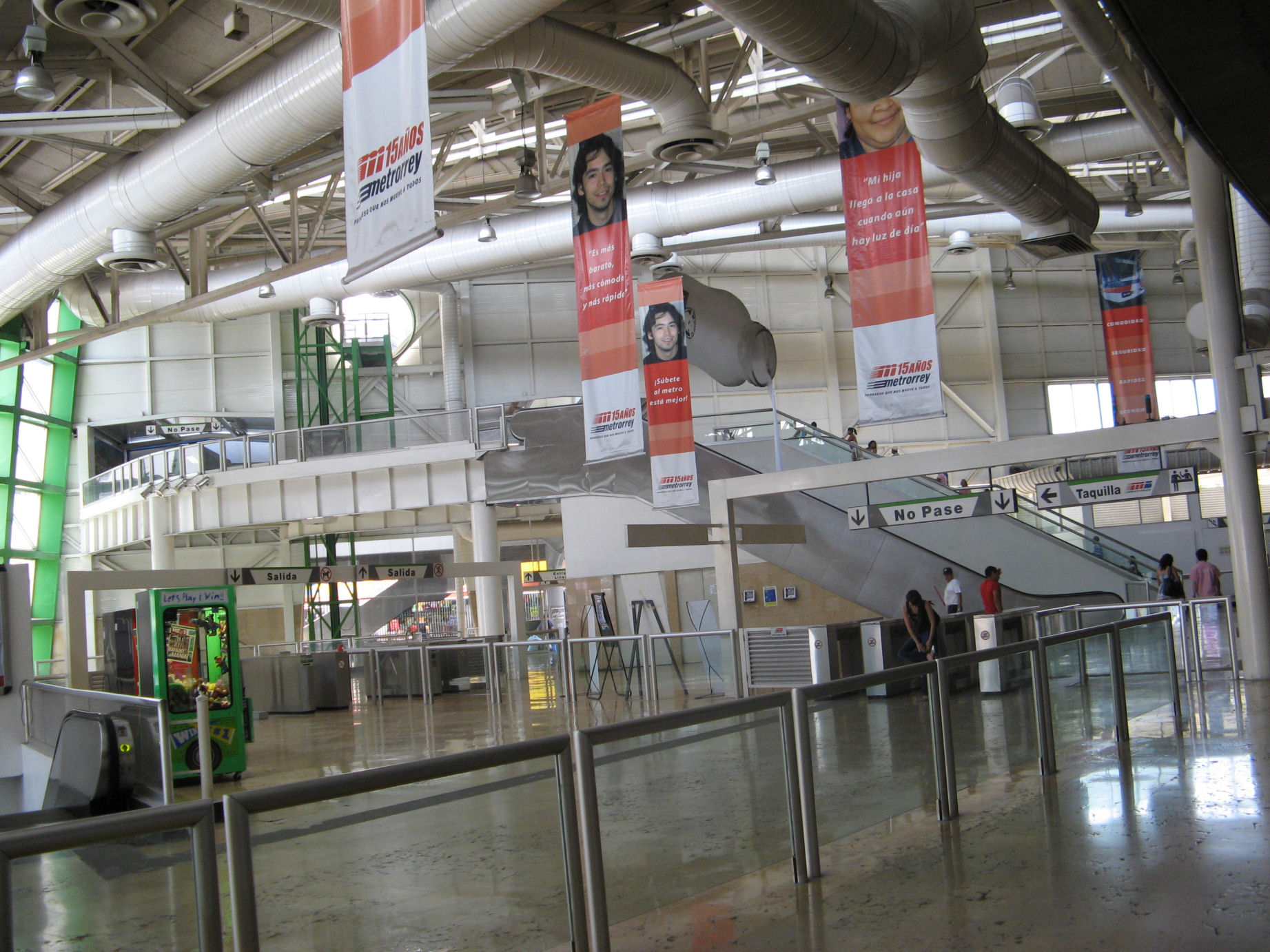
Transfer point at Cuauhtémoc Station
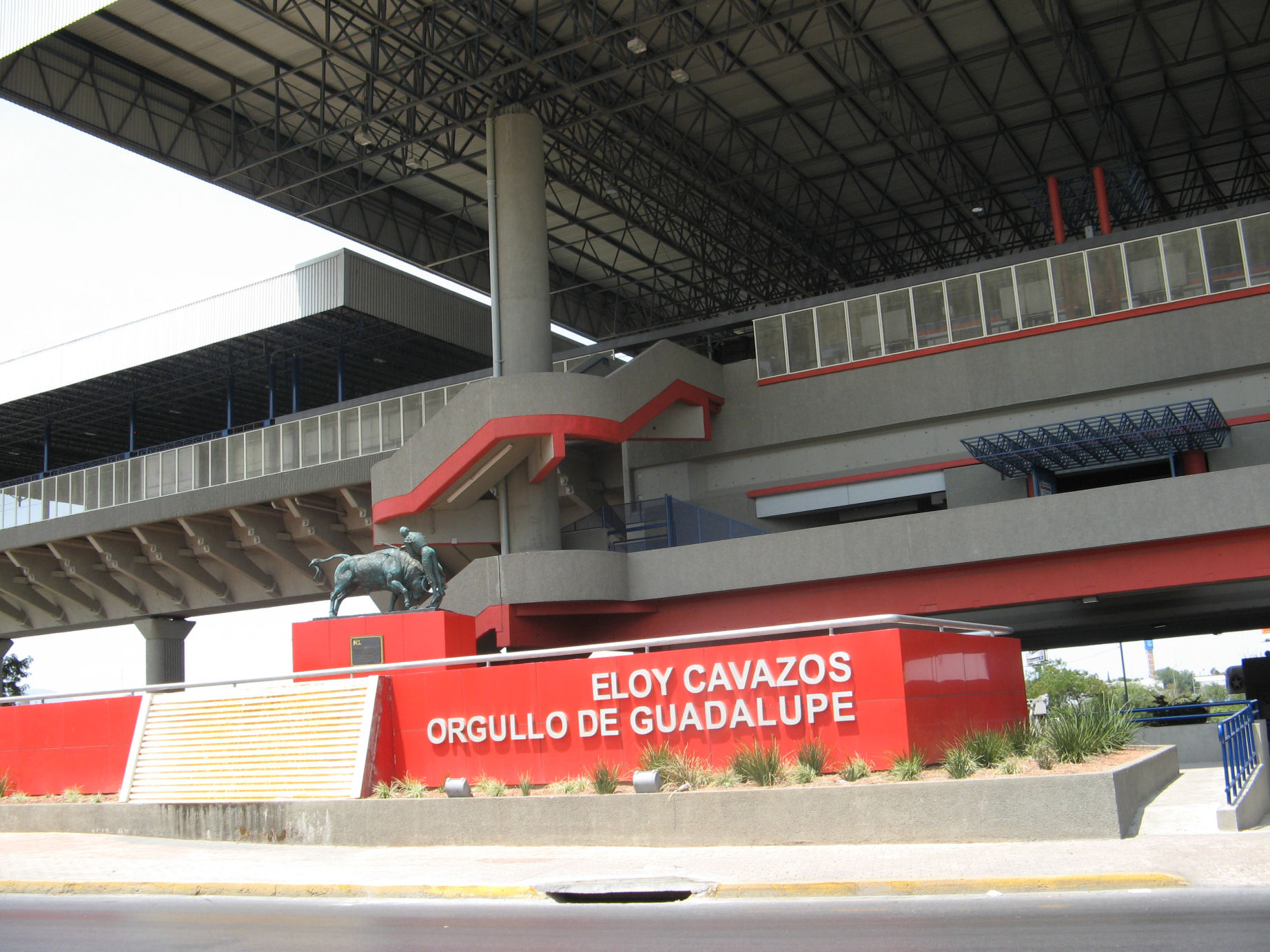
Eloy Cavazos Station
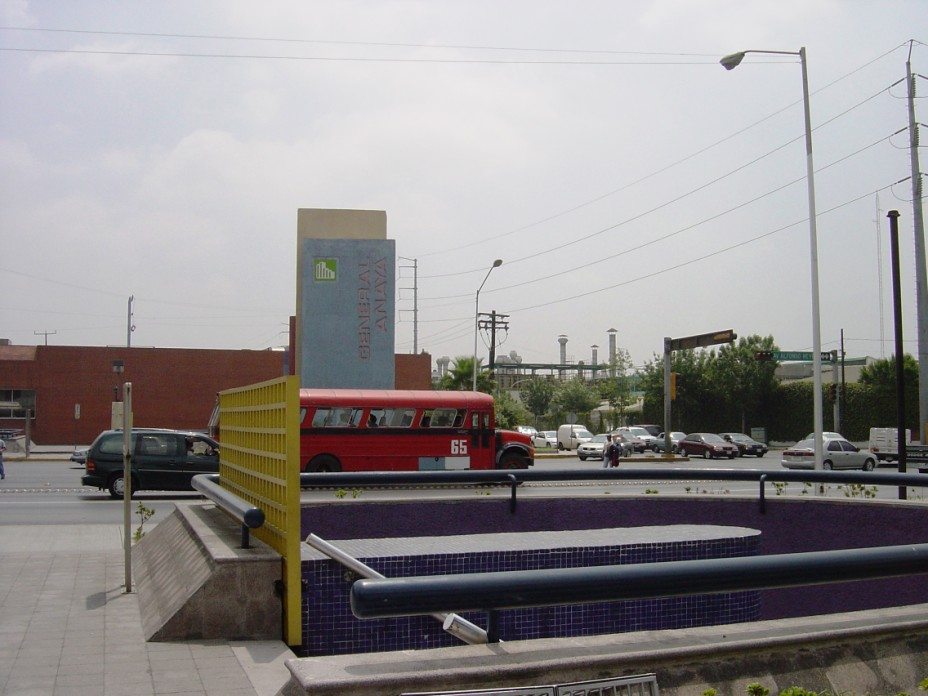
General Anaya Station
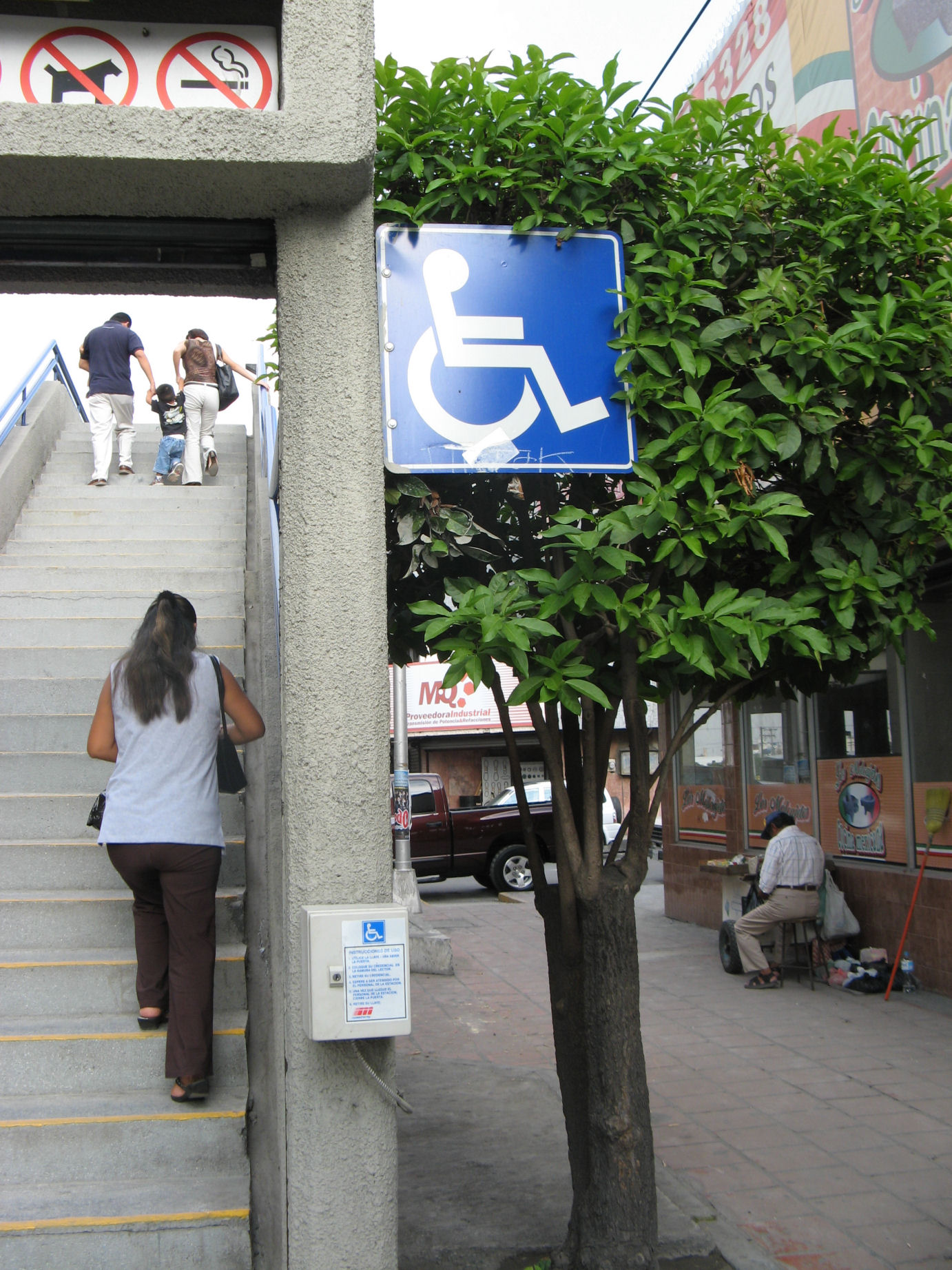
Accessibility sign
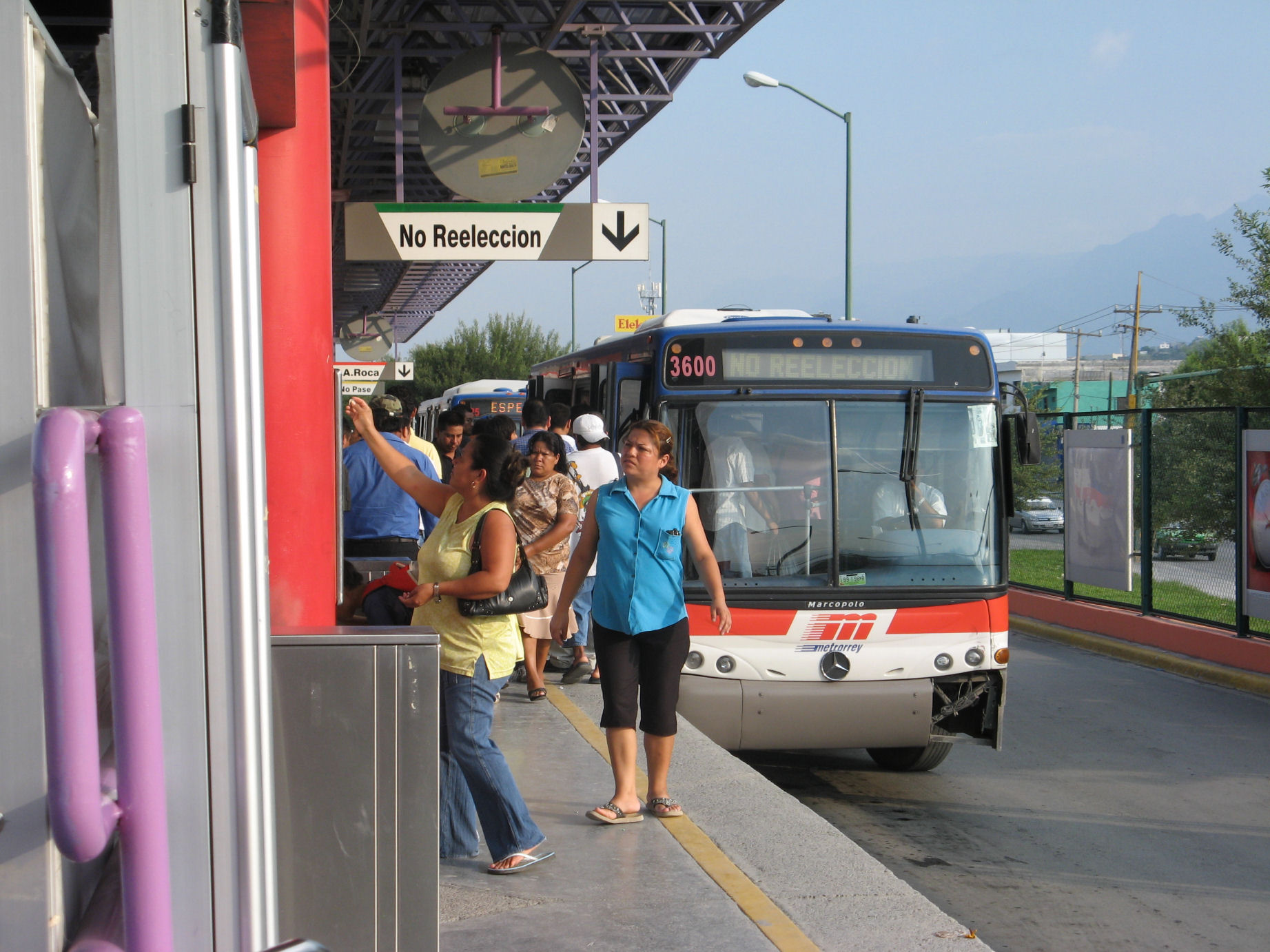
Transmetro in Talleres Station